# Sumpskogslöpare
Sumpskogslöpare (Platynus krynickii) är en skalbaggsart som först beskrevs av Sperk 1835.  Sumpskogslöpare ingår i släktet Platynus, och familjen jordlöpare. Enligt den svenska rödlistan är arten nära hotad i Sverige. Arten förekommer i Götaland, Gotland och Öland. Artens livsmiljö är våtmarker, skogslandskap, jordbrukslandskap.